# Dry county

Mappa delle leggi sugli alcolici negli Stati Uniti d'America:
Rosso = dry counties, ovvero "contee secche", dove vendere alcolici è proibito.
Giallo = semi-dry or moist counties, ovvero "contee semi-secche o umide", dove vigono alcune restrizioni.
Blu = wet counties, ovvero "contee bagnate", dove la vendita di alcolici è permessa e regolata.

Una dry county negli Stati Uniti, in italiano una "contea secca", è una contea il cui governo locale vieta la vendita e la produzione di qualsiasi tipo di bevanda alcolica. Esistono decine di dry counties negli Stati Uniti, eredità del Proibizionismo, soprattutto nel sud.
Esistono anche numerose giurisdizioni più piccole, come città o paesi, che vietano la vendita di bevande alcoliche indipendentemente dalla loro contea in cui si trovano, conosciute come dry cities e dry towns. In contrapposizione alle "contee secche" esistono le wet counties, in italiano "contee bagnate", (dove le vendite di alcolici sono consentite e regolamentate) e le moist counties, in italiano "contee umide", (dove alcuni prodotti o stabilimenti sono vietati e non completamente regolamentati, o si tratta di una dry county contenente wet cities).

## Storia
Nel 1906 poco più della metà delle contee americane erano dry. La proporzione era maggiore in alcuni stati; per esempio, nel 1906, 54 delle 75 contee dell'Arkansas erano completamente aride, a causa dalle campagne anti-alcolici dei battisti e dei metodisti.
Sebbene il 21° emendamento abbia abrogato il Proibizionismo a livello nazionale negli Stati Uniti, esso è consentito a livello statale o locale. Prima e dopo l'abrogazione del Proibizionismo a livello nazionale, alcuni stati approvarono leggi che garantivano alle contee e ai comuni, tramite referendum o ordinanza locale, la capacità di decidere autonomamente se consentire bevande alcoliche all'interno della loro giurisdizione. Il motivo del mantenimento del Proibizionismo a livello locale è spesso di natura religiosa poiché molte confessioni cristiane protestanti evangeliche scoraggiano il consumo di alcol da parte dei fedeli.
Nelle zone rurali dell'Alaska, le restrizioni sulla vendita di alcolici sono motivate da problemi legati all'alcolismo e alla criminalità ad esso correlata. Un sondaggio del 2004 ha rilevato che più di 500 comuni negli Stati Uniti sono dry, di cui 83 in Alaska. Delle 75 contee dell'Arkansas, 34 sono dry. In Florida, tre delle 67 contee sono dry. La contea di Moore in Tennessee, patria della Jack Daniel's, un importante produttore americano di whisky, è una dry county e quindi il prodotto non è disponibile nei negozi o nei ristoranti all'interno della contea. La distilleria, tuttavia, vende in loco bottiglie commemorative di whisky.